# Rigs of Rods

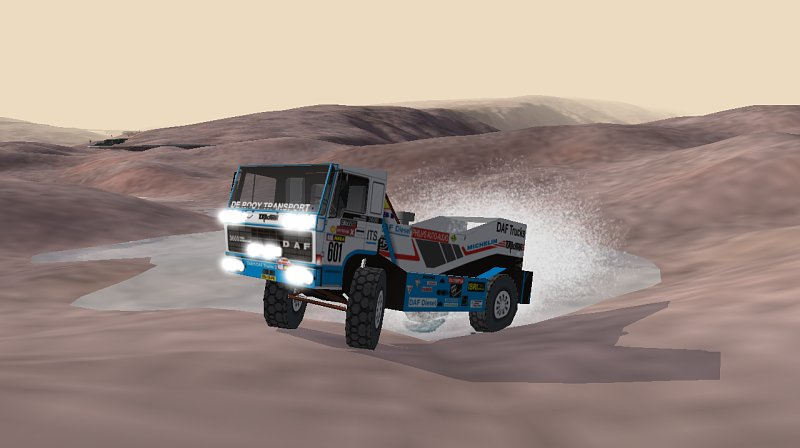
Ein Fahrzeug in Rigs of Rods (TurboTwin)

Rigs of Rods ist eine Simulations-Software mit Open-Source-Lizenz, mit der verschiedene Fahrzeugtypen, wie Autos, Flugzeuge, Schiffe und rudimentär auch Lokomotiven und Hochbahnen durch eine virtuelle Welt gesteuert werden können. Dabei können auch Crashtests durchgeführt werden und es ist möglich, die Fahrzeuge mit dem Terrain, Gebäuden, aufgestellten Hindernissen sowie anderen, auch von anderen Spielern gesteuerten, Fahrzeugen kollidieren zu lassen.

## Nutzung
Das Spiel hat kein eigentliches, festgelegtes Ziel. Es kann mit den Fahrzeugen uneingeschränkt experimentiert werden. Man kann bestimmte Karten auswählen, die vorinstalliert oder heruntergeladen wurden. Die Textur dieser Karten wird über das RAW-Format festgelegt, das Terrain und eventuelle Objekte über verschiedene Dateien. Manchmal stehen auch Gebäude oder Flugplätze zum Starten von Flugzeugen bereit. Es ist auch mit Drittprogrammen möglich, selbst Karten anzufertigen und diese in Rigs of Rods zu verwenden.

## Engine
Das Spiel läuft über die Open-Source-Engine OGRE, welche primär für die Grafikdarstellung im Spiel verantwortlich ist.

## Geschichte
Die Software startete Mitte 2009 und wurde von Pierre-Michel Ricordel bis zur Version 0.28 entwickelt. Seit dieser Version ist eine Entwicklergruppe an der Programmierung beteiligt.

## Rezeption
Rigs of Rods sei weder Spiel noch Simulation. Aufgaben für den Spieler fehlen. Die Landschaft sei einsam und menschenleer. Die Steuerung hingegen sei schnell beherrschbar. Der eigentliche Reiz des Spiels sei die Erstellung von eigenen Inhalten, um diese im Spiel auszuprobieren. Dies setze jedoch eine hohe Bereitschaft zur Einarbeitung in die Werkzeuge und die Konfigurationsdateien der Simulation voraus.